# Vinderhoute
Vinderhoute is een dorpje in de Belgische provincie Oost-Vlaanderen en sinds begin 2019 een deelgemeente van Lievegem, het was een zelfstandige gemeente tot aan de gemeentelijke herindeling van 1977.
Het dorp ligt iets ten westen van Gent, aan de kruising van het kanaal Gent-Brugge en de Ringvaart. De dorpskern bestaat uit laagbouw met relatief veel groen en enkele kasteeltjes. De Kale loopt door Vinderhoute.

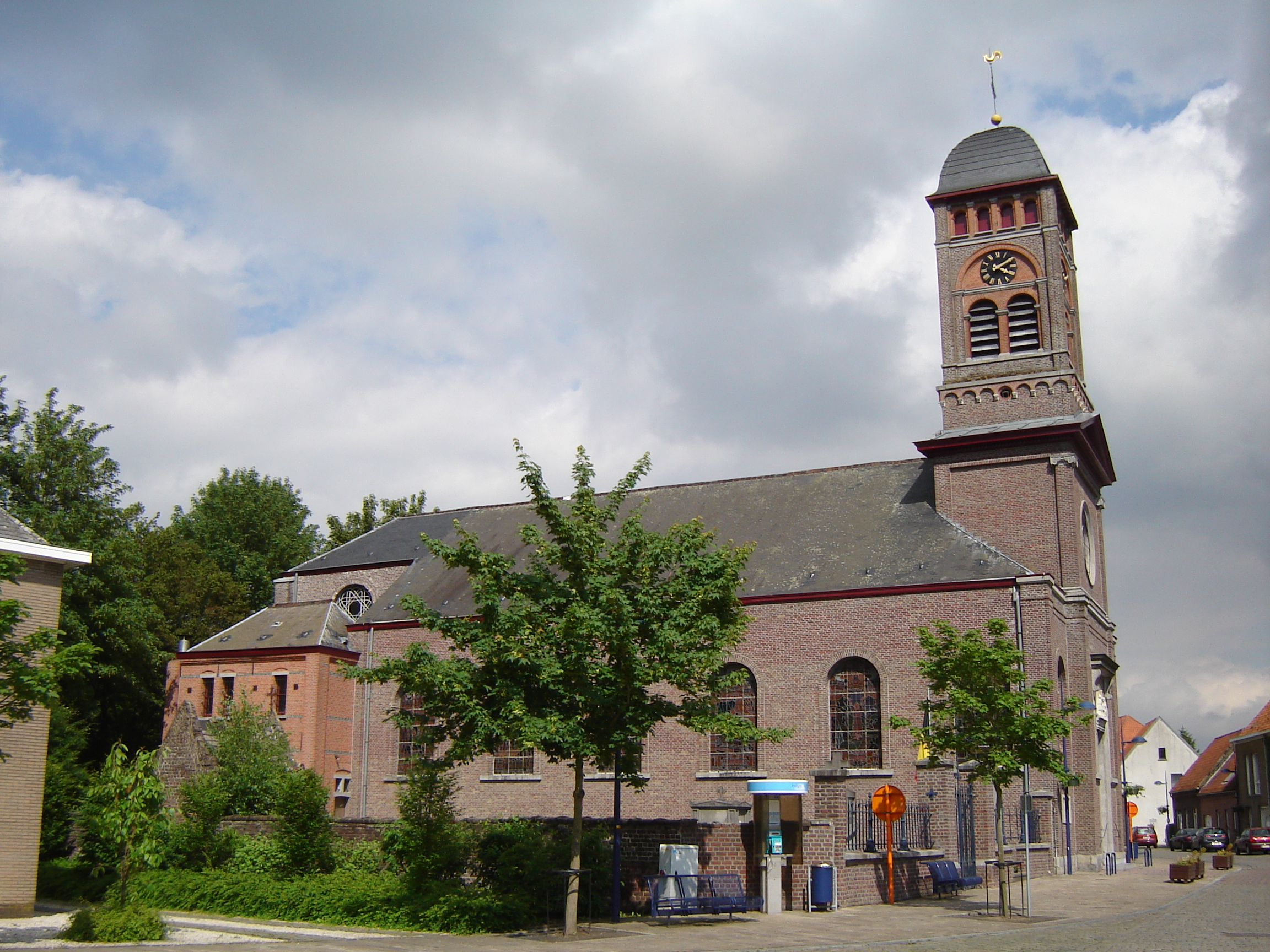
Sint-Bavokerk

## Geschiedenis
De oudste archeologische vondsten zijn van het vroeg-mesolithicum. Nabij de Kale werden sporen van een nederzetting uit de vroege La Tène-periode aangetroffen.
Vinderhoute werd voor het eerst vermeld in 966, waarbij het patronaatsrecht van de kerk aan de Sint-Baafsabdij te Gent toekwam.
Vinderhout was een belangrijke heerlijkheid. Voor het eind van de 13e eeuw kwam deze in bezit van de familie Van Gavere. Vanaf begin 14e eeuw vormde deze heerlijkheid één geheel met de heerlijkheid Merendree.

## Demografische ontwikkeling
- Bronnen:NIS, Opm:1831 tot en met 1970=volkstellingen; 1976 = inwoneraantal op 31 december

## Bezienswaardigheden
- De Sint-Bavokerk is een neoclassicistische bakstenen kerk, gebouwd in 1855-1856, na het slopen van een eenbeukig romaans kerkje.
- Het Wit Kasteel
- Het Dreefkasteel
- Het Kasteel Ten Velde
- Het Kasteel van Vinderhoute
- Het Kasteel Schouwbroek, herbouwd in 1894. Aan de toegang van het kasteeldomein staan drie grote tamme kastanjes, waarvan één de dikste van België is en vermoedelijk ook de oudste[1][2].

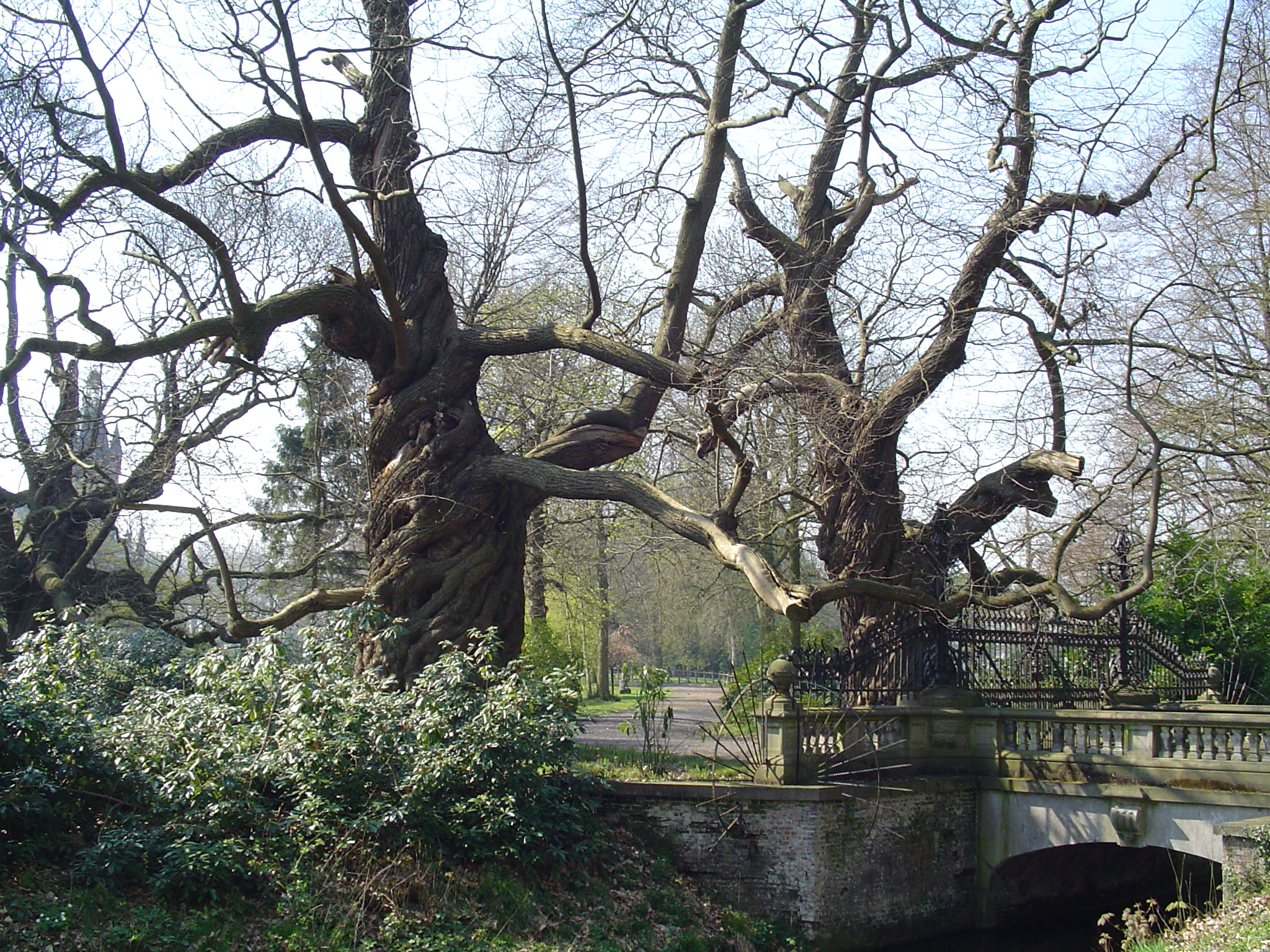
Deze drie tamme kastanjebomen behoren tot de dikste en oudste kastanjes van België

- Het Landhuis Beukenhof (eind 18de eeuw), aan Vredesdreef 24
- De Van Vlaenderensmolen uit 1905
- Een neoclassicistisch herenhuis uit 1870, beschermd als monument, aan Vredesdreef 22

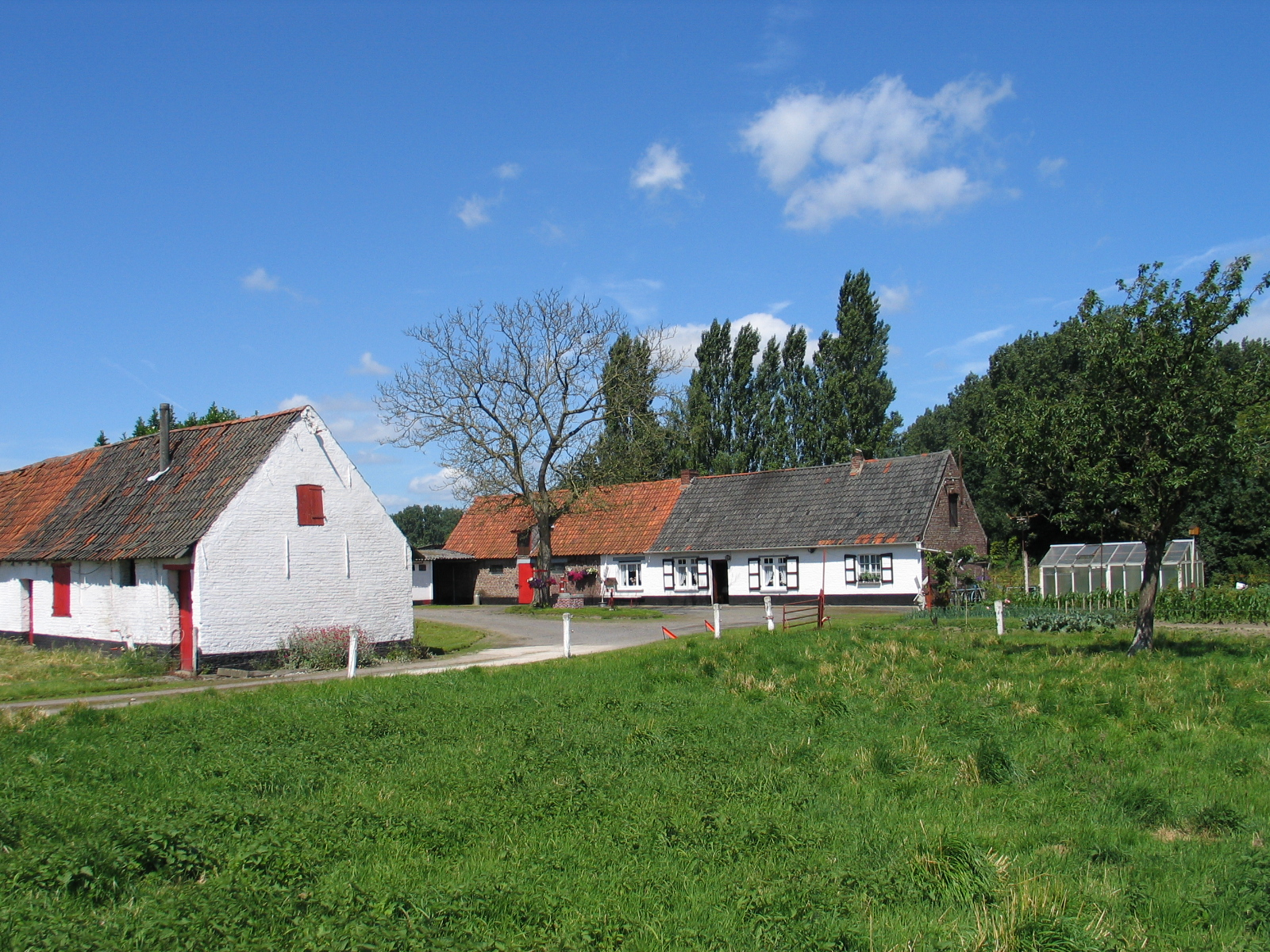
Landelijk Vinderhoute
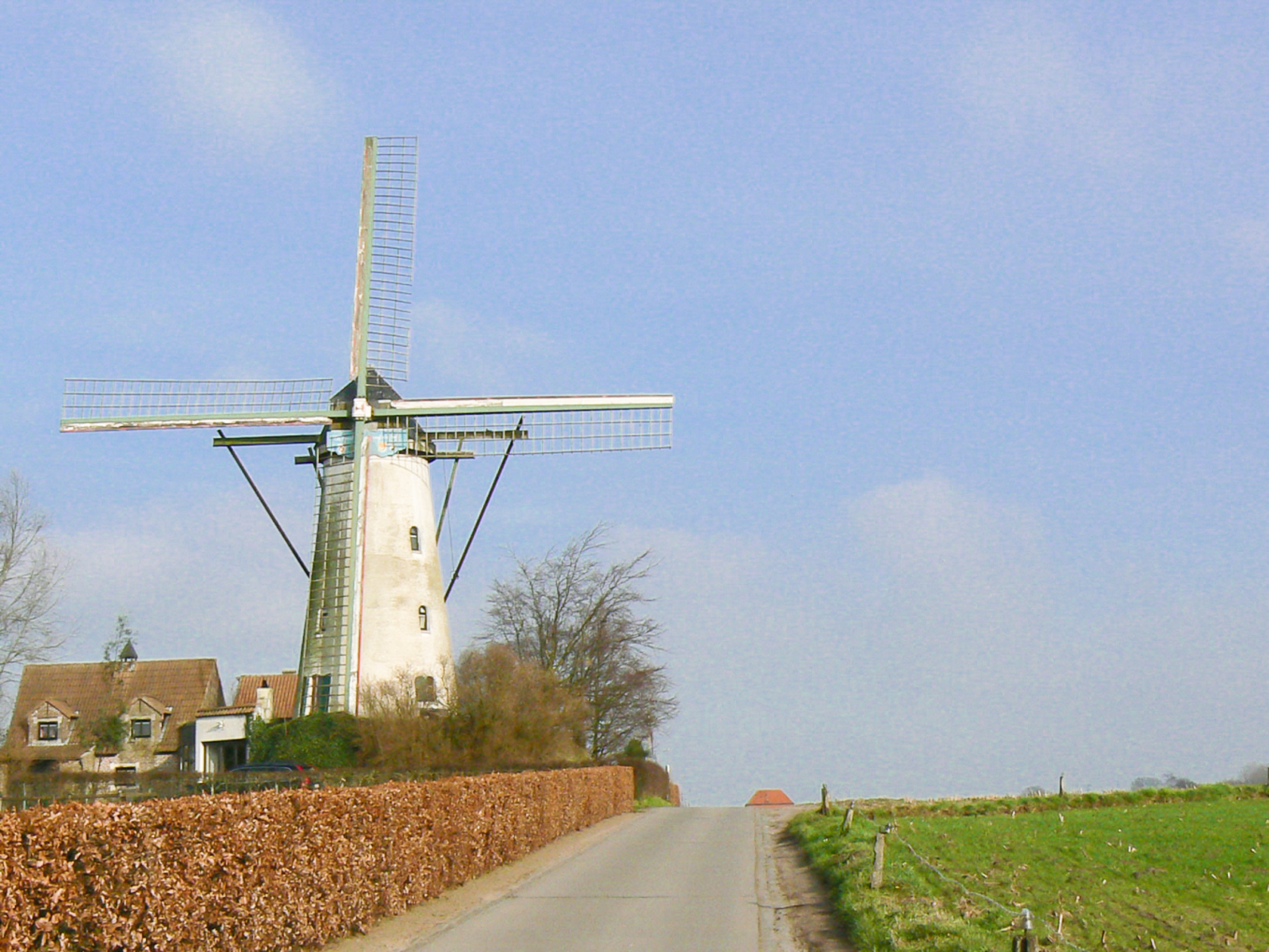
De Van Vlaenderensmolen
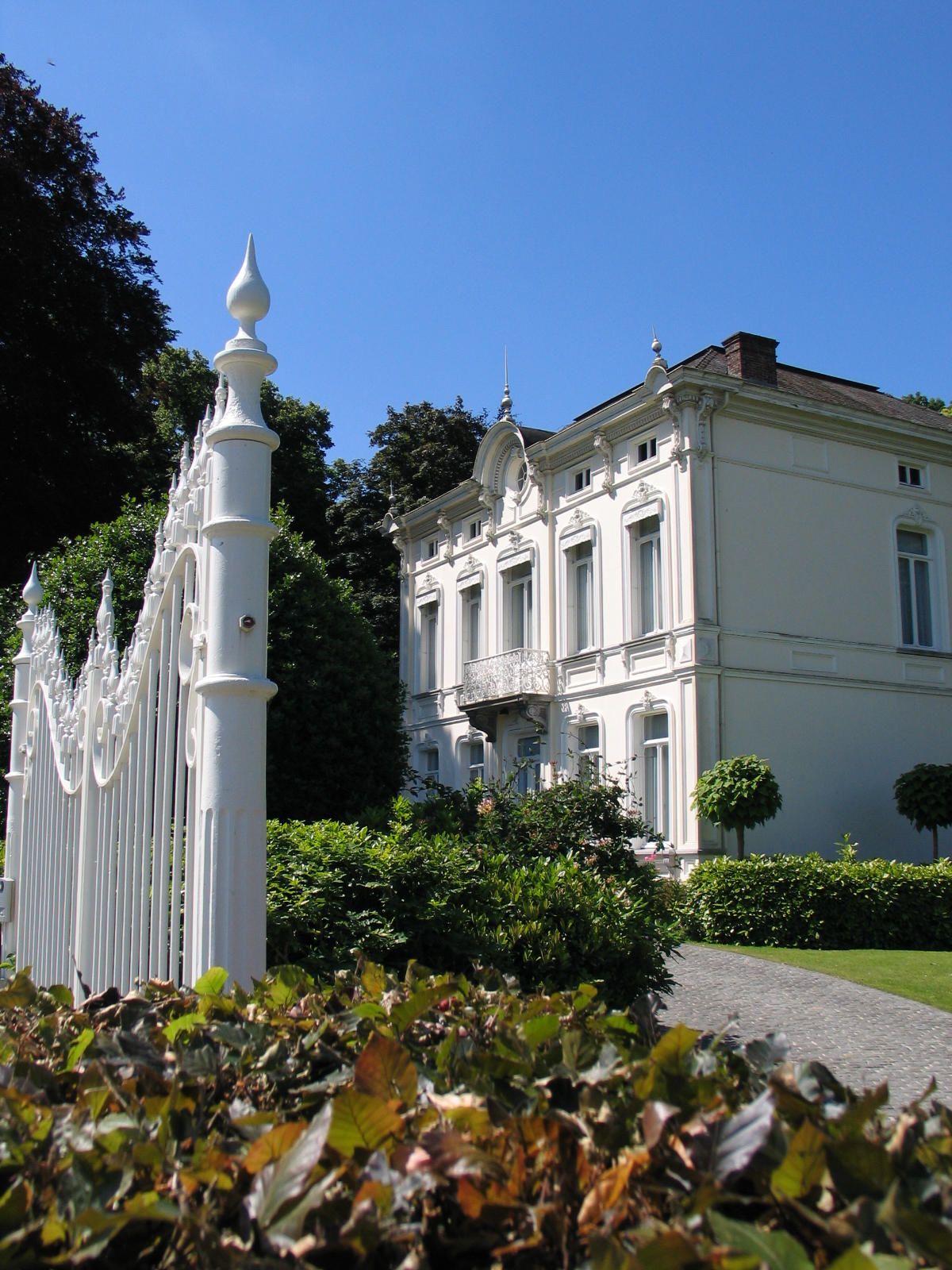
Het neoclassicistisch herenhuis
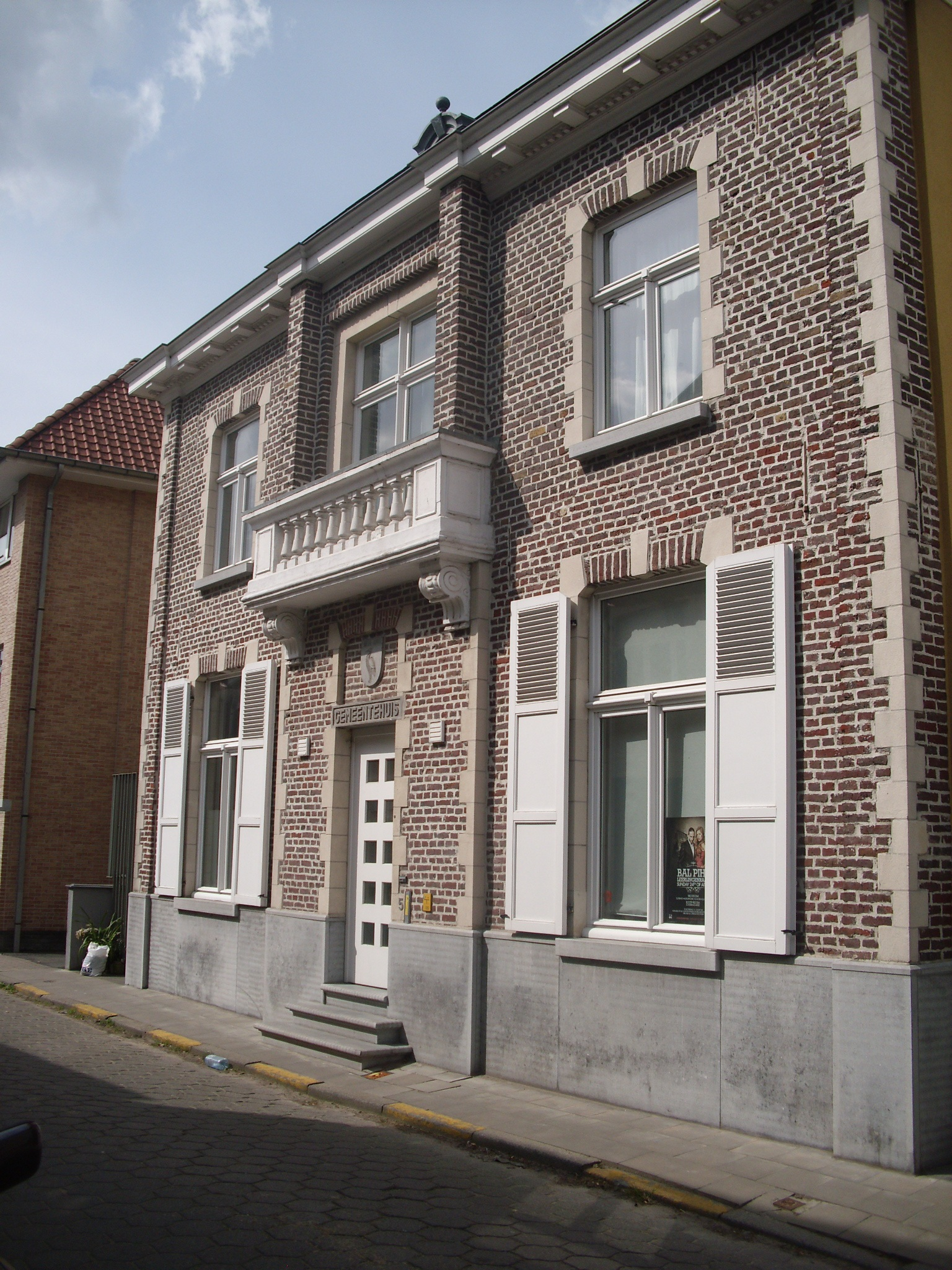
Het voormalige gemeentehuis
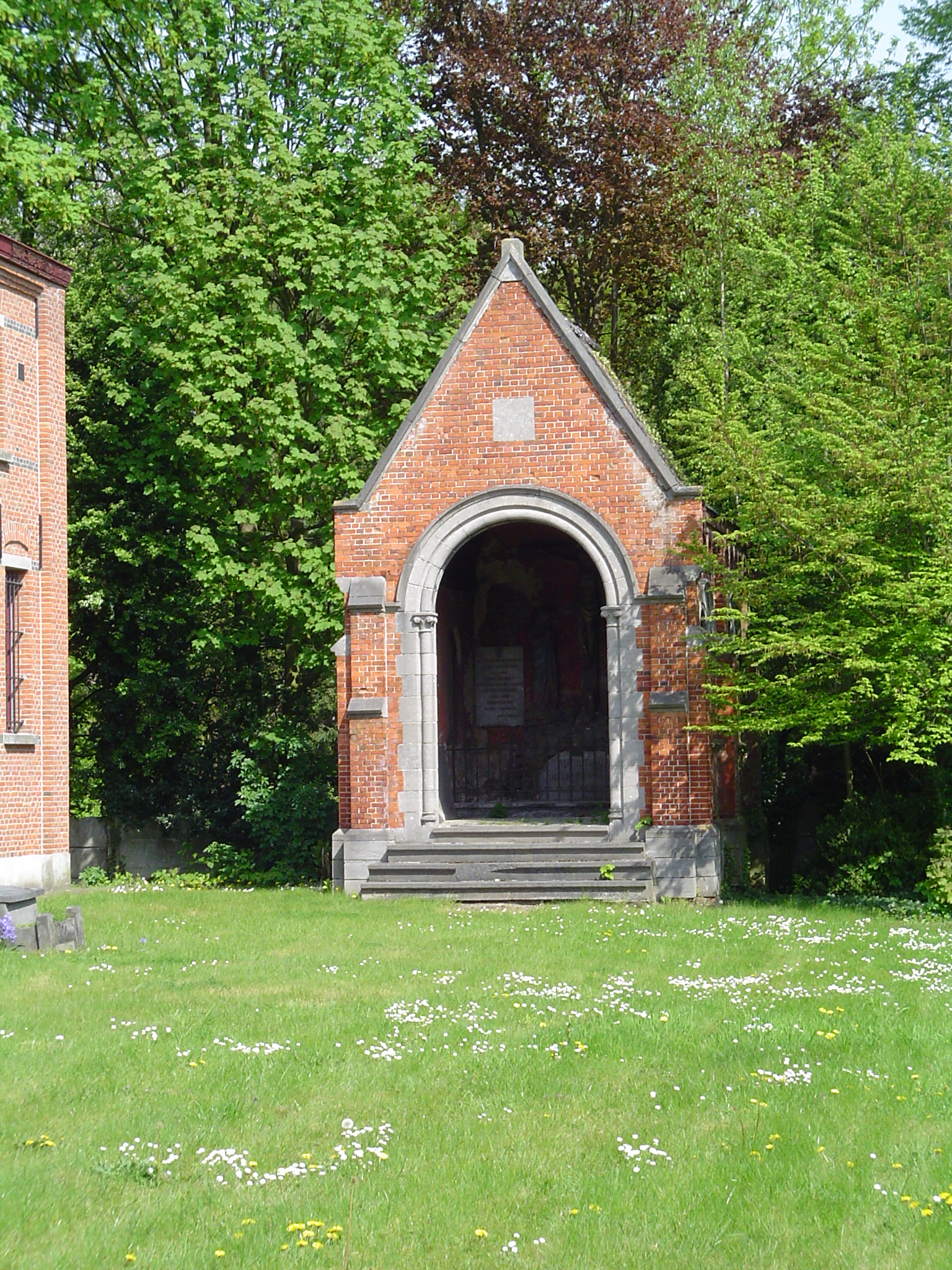
1917 bevat het familiegraf van de familie de Smedt. Binnenin is er een calvarie. Bevindt zich op het kerkhof naast de kerk.

## Natuur en landschap
Vinderhoute ligt in Zandig Vlaanderen op een hoogte van 6-10 meter. De plaats ligt aan de Gentse Ringvaart, aan het Kanaal Gent-Brugge en aan de (Nieuwe) Kale. De Vinderhoutse Bossen vormen een natuurgebied.

## Geboren in Vinderhoute
- Hendrik Geirnaert (1860-1928), Vlaams architect
- Guy Paelinck (1946-), Imker, een van de oprichters van de Reigerstappers

## Burgemeesters
- 1816-1818 Emmanuel Borluut (1768-1840)

.....
- 1852-1864   Charles Saeyman (1807-1864)

.....
- 1945-1958 Aimé Van Daele (1887-1971), gemeenteraadslid van 1933 tot 1970

.....

## Nabijgelegen kernen
Mariakerke, Drongen, Lovendegem